# Louis Schrobitz
Friedrich Emanuel Louis Schrobitz (* 1809 in Berlin; † 1882 ebenda) war ein deutscher Architekt und preußischer Baubeamter.
Louis Schrobitz studierte an der Berliner Bauakademie und wurde 1833 Mitglied im Architekten-Verein zu Berlin (AVB). Er errichtete 1841 nach Entwürfen von Ludwig Persius die Dampfmühlen der Seehandlung in Potsdam, deren Direktorium er ab 1843 angehörte, und hatte 1841/1842 auch die Leitung beim Bau des Proviantamts in Potsdam, ebenfalls nach Entwürfen von Persius. 1845 war er Kondukteur bei der Administration der Königlichen Dampfmühlen in Potsdam. 1848 bestand er die Baumeister-Prüfung (das zweite Staatsexamen im Baufach) und arbeitete ab 1850 als Wasserbaumeister in Driesen. 1853 wurde er Kreisbaumeister in Königsberg in der Neumark. 1855 kam er als Bauinspektor zur Ministerial-Baukommission nach Berlin und wurde dort 1867 zum Baurat befördert. Von 1871 bis 1873 hatte er die Bauleitung beim Neubau der Königsbrücke nach Entwurf von Heinrich Strack. Am 1. Juli 1882 wurde er in den Ruhestand versetzt.